# 阿尔勒竞技场

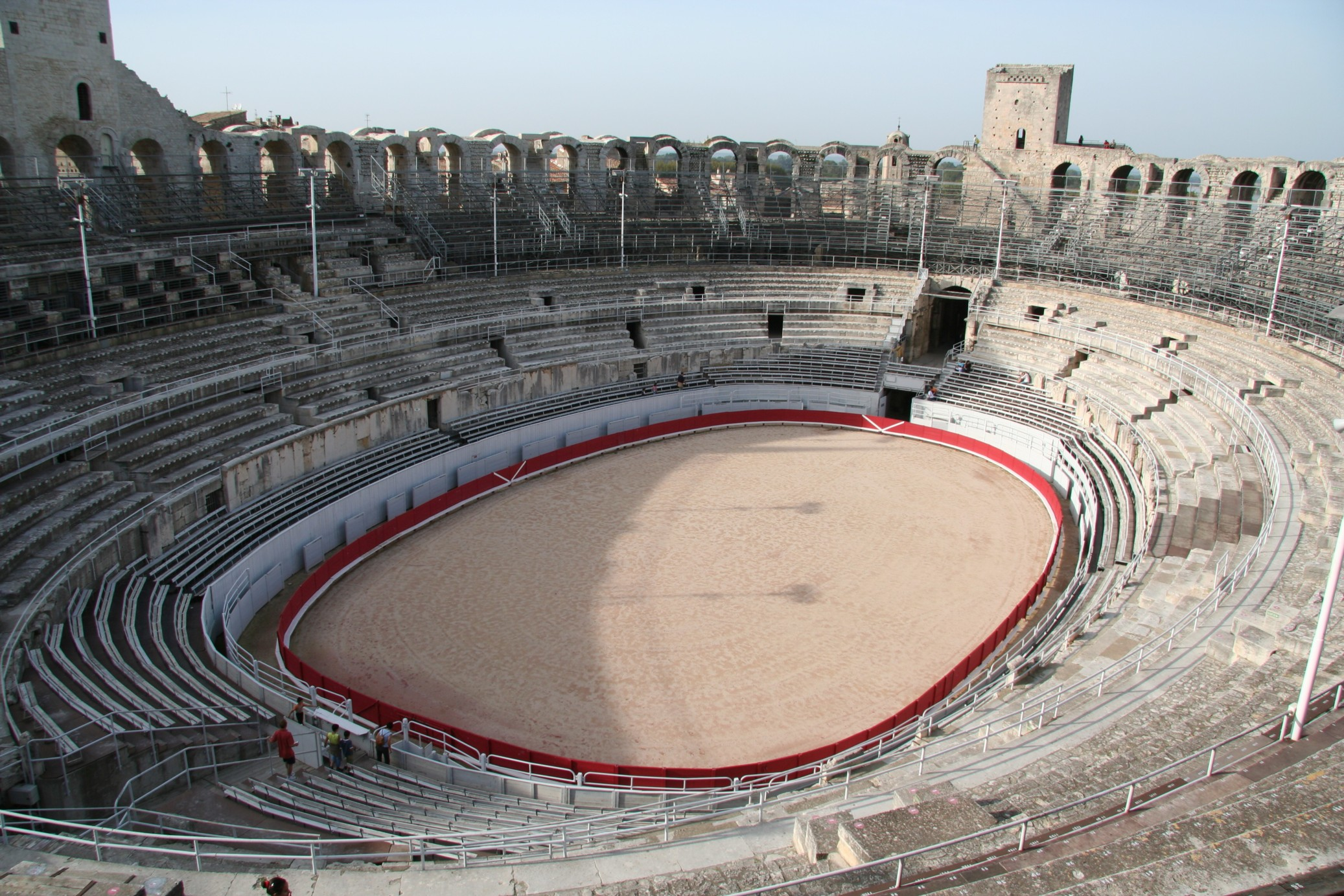
内部

阿尔勒竞技场（法语：Arènes d'Arles）是法国南部城市阿尔勒的一座古罗马圆形竞技场，也是该市最主要的名胜古迹。它长136米，宽109米，120个拱门可以追溯到公元前1世纪。这座竞技场可容纳观众2万多人，用于观赏战车比赛和血腥的徒手格斗。今天，它吸引了大批市民观赏残酷性略低一些的斗牛 – 在夏季也有戏剧和音乐会。
1981 年，阿尔勒竞技场與該市的其他羅馬和中世紀建築一起被列入聯合國教科文組織世界遺產名錄，成為阿爾勒的古羅馬和羅馬式古跡的一部分。

## 外部連結
- Arènes d'Arles （页面存档备份，存于） – official site, information about current events at the amphitheatre
- Romanheritage.com is a site with photos about Arles amphitheatre （页面存档备份，存于）

43°40′40″N 4°37′52″E / 43.67778°N 4.63111°E